# ダイレクトカーボン型燃料電池
ダイレクトカーボン型燃料電池（ダイレクトカーボンがたねんりょうでんち、英: Direct Carbon Fuel Cell、略称: DCFC）または直接炭素型燃料電池は、バイオマスあるいは石炭として豊富な資源である炭素を燃料とする燃料電池である。
この電池は炭素と酸素を結合し、副産物として二酸化炭素を排出する。
石炭燃料電池 (CFC)、炭素空気燃料電池 (CAFC)、ダイレクトカーボン（コークス）燃料電池 (DCFC)、ダイレクトカーボンSOFC (DC-SOFC) などとも呼ばれる。

## 概要
全体的な化学式は {\displaystyle {\ce {C + O2 -> CO2}}} である。
半電池のプロセスについては以下のとおりである:
- アノード: {\displaystyle {\ce {{C}+2O^{2-}->{CO2}+4{\it {{e}^{-}}}}}}
- カソード: {\displaystyle {\ce {{O2}+{4{\it {{e}^{-}}}}->2O^{2-}}}}

二酸化炭素を生成するにもかかわらず、ダイレクトカーボン型燃料電池は古典的な炭素燃焼技術と比べて環境にやさしい。高い効率があり、同じ量のエネルギーをより少ない炭素で供給できる。また、純粋な二酸化炭素を生成するため、通常の炭素利用と比べて二酸化炭素貯留技術が運用しやすい。石炭、コークス、木炭、化石化されていない資源の炭素などの様々な炭素成分が利用できる。

## 4種類以上のダイレクトカーボン型

### 固体酸化物形
最初の方式は固体酸化物形燃料電池 (SOFC) の概念である。
固体酸化物電解質ベースのダイレクトカーボン型電池の全体反応は以下のとおりである。
{\displaystyle {\ce {C + O2 -> CO2}}}
アノード反応
直接の電気的酸化反応は、
{\displaystyle {\ce {{C}+2O^{2-}->{CO2}+4{\it {{e}^{-}}}}}}
{\displaystyle {\ce {{C}+O^{2-}->{CO}+{2{\it {{e}^{-}}}}}}}
間接の電気的酸化反応は、
{\displaystyle {\ce {{CO}+O^{2-}->{CO2}+2{\it {{e}^{-}}}}}}
ブードワ反応:間接的な化学反応は、
{\displaystyle {\ce {C + CO2 -> 2CO}}}
カソード反応
{\displaystyle {\ce {{O2}+4{\it {e}}^{-}->2O^{2-}}}}

### 溶融水酸化物型
2つ目は溶融水酸化物型燃料電池である。
1896年にWilliam W. Jacquesがこの方式の燃料電池の特許をアメリカ特許555,511号として取得している。SARA社の研究グループによって試作品が作られ、実証されている。

### 溶融炭素型
3つ目は溶融炭酸塩型燃料電池（MCFC）の概念である。1897年にWilliam W. Jacquesによってこの方式がカナダ特許になっている。ローレンス・リバモア研究所によってずっと以前から研究されてきた。

### 溶融金属併用固体酸化物型
4つ目は溶融スズメッキ付き固体酸化物燃料電池型で、溶融したスズおよびスズ酸化物が段階的に作用することで、炭素の酸化物がアノードに溶け込む反応と固体酸化物カソードで酸素が吸収される反応が橋渡しされる。

### リチャージャブル・ダイレクトカーボン型
東京工業大学の伊原学らの研究により、炭化水素を熱分解した純炭素をエネルギー源としたダイレクトカーボン型燃料電池が最大出力0.26W/cm2に達したと発表している。従来のSOFC素子は炭化水素雰囲気内で燃料極に炭素が析出することで寿命が悪化していたが、逆にエネルギー源として活用することで新しい反応プロセスを見出した。Ni/YSZ（ニッケルとイットリアドープジルコニア（ＹＳＺ））にSrZr0.95Y0.05O3-α（SZY）、Ni/GDC（ガドリニウムドープドセリア（GDC））にSrCe0.95Yb0.05 O3-α（SCYB）などのプロトン伝導体を電極にインフィルトレーション法によって微量添加することで、燃料極の高活性化および炭素の析出が抑制されることが証明された。

## 参照
1. 1 2  Munnings, C.; Kulkarni, A.; Giddey, S.; Badwal, S.P.S. (August 2014). “Biomass to power conversion in a direct carbon fuel cell”. International Journal of Hydrogen Energy 39 (23):  12377–12385. doi:10.1016/j.ijhydene.2014.03.255.
2. 1 2  Rady, Adam C.; Giddey, Sarbjit; Kulkarni, Aniruddha; Badwal, Sukhvinder P.S.; Bhattacharya, Sankar (October 2014). “Degradation Mechanism in a Direct Carbon Fuel Cell Operated with Demineralised Brown Coal”. Electrochimica Acta 143:  278–290. doi:10.1016/j.electacta.2014.07.088.
3. ↑  Giddey, S; Badwal SPS; Kulkarni A; Munnings C (2012). “A comprehensive review of direct carbon fuel cell technology”. Progress in energy and combustion science 38 (3):  360–399. doi:10.1016/j.pecs.2012.01.003.
4. ↑  HyungKuk Ju, Jiyoung Eom, Jae Kwang Lee, Hokyung Choi, Tak-Hyoung Lim, Rak-Hyun Song, and Jaeyoung Lee, Durable power performance of a direct ash-free coal fuel cell, Electrochimica Acta 115 (2014) 511. doi:10.1016/j.electacta.2013.10.124
5. ↑  A Kulkarni, FT Ciacchi, S Giddey, C Munnings, SPS Badwal, JA Kimpton, D Fini (2012). “Mixed ionic electronic conducting perovskite anode for direct carbon fuel cells”. International Journal of Hydrogen Energy 37 (24):  19092–19102. doi:10.1016/j.ijhydene.2012.09.141.
6. ↑  
 Tubular Solid Oxide Fuel Cell Technology, US Dept of Energy 2012年1月1日閲覧。
7. ↑  
 Abundant Pollution-free Electricity Generation 2012年1月1日閲覧。
8. ↑  “アーカイブされたコピー”. 2008年10月29日時点のオリジナルよりアーカイブ。2008年9月13日閲覧。
9. ↑  
 Turning carbon directly into electricity, (2001) 2012年1月1日閲覧。
10. ↑  “アーカイブされたコピー”. 2009年3月2日時点のオリジナルよりアーカイブ。2009年2月18日閲覧。
11. ↑  HyungKuk Ju, Sunghyun Uhm, Jin Won Kim, Rak-Hyun Song, Hokyung Choi, Si-Hyun Lee, Jaeyoung Lee, Enhanced anode interface for electrochemical oxidation of solid fuel in direct carbon fuel cells: The role of liquid Sn in mixed state, Journal of Power Sources 198 (2012) 36. doi:10.1016/j.jpowsour.2011.09.082
12. ↑  “燃料極反応機構をベースにしたドライ炭化水素を直接燃料とする固体酸化物燃料電池の開発”. 2020年12月1日閲覧。[リンク切れ]